# Super-Tourenwagen-Cup 1998
Die STW-Saison 1998 war die fünfte Saison der Super-Tourenwagen-Meisterschaft. Da die DTM zu jener Zeit nicht mehr existierte, galt die STW-Saison 1998 als deutsche Meisterschaft der Tourenwagen. Es fanden zehn Rennwochenenden statt, an denen jeweils zwei Rennen ausgetragen wurden. Johnny Cecotto errang seinen zweiten Titel nach 1994 im BMW 320i.

## Teilnehmerliste
| Team                     | Fahrzeug        | Nr. | Fahrer                   | Wochenenden    |
| ------------------------ | --------------- | --- | ------------------------ | -------------- |
| Peugeot                  | Peugeot 406     | 01  | Laurent Aiello           | alle           |
| Peugeot                  | Peugeot 406     | 02  | Jörg van Ommen           | alle           |
| Peugeot                  | Peugeot 406     | 21  | Michael Bartels          | 7-10           |
| Opel Team Holzer         | Opel Vectra     | 03  | Alexander Burgstaller    | alle           |
| Opel Team Holzer         | Opel Vectra     | 04  | Uwe Alzen                | alle           |
| Audi Team Abt Sportsline | Audi A4         | 05  | Emanuele Pirro           | alle           |
| Audi Team Abt Sportsline | Audi A4         | 18  | Christian Abt            | alle           |
| Audi Team Abt Sportsline | Audi A4         | 45  | Frank Biela              | alle           |
| Opel Team SMS            | Opel Vectra     | 06  | Eric Hélary              | alle           |
| Opel Team SMS            | Opel Vectra     | 07  | Manuel Reuter            | alle           |
| BMW Team Schnitzer       | BMW 320i        | 08  | Joachim Winkelhock       | alle           |
| BMW Team Schnitzer       | BMW 320i        | 09  | Johnny Cecotto           | alle           |
| Euroteam S.R.L.          | Alfa Romeo 156  | 10  | Stefano Modena           | alle           |
| JAS                      | Honda Accord    | 11  | Gabriele Tarquini        | alle           |
| JAS                      | Honda Accord    | 12  | Tom Kristensen           | alle           |
| Mamerow Racing Team      | Audi A4 quattro | 14  | Peter Mamerow            | 1-4            |
| Mamerow Racing Team      | BMW 320i        | 14  | Peter Mamerow            | 5-10           |
| Oliver Mayer Motorsport  | Audi A4 quattro | 15  | Oliver Mayer             | 1–4, 6–7, 9–10 |
| Bemani Team              | Opel Vectra     | 16  | Marco Bromberger         | alle           |
| Bemani Team              | Opel Vectra     | 17  | Klaus Niedzwiedz         | alle           |
| Irmscher Motorsport      | Opel Vectra     | 19  | Franz Engstler           | alle           |
| Team Rosberg GmbH        | Nissan Primera  | 22  | Michael Krumm            | alle           |
| Team Rosberg GmbH        | Nissan Primera  | 23  | Roland Asch              | alle           |
| BMW Team Isert           | BMW 320i        | 25  | Leopold Prinz von Bayern | alle           |
| BMW Team Isert           | BMW 320i        | 26  | Christian Menzel         | alle           |
| Alfa Romeo               | Alfa Romeo 156  | 20  | Nicola Larini            | 4              |
| Alfa Romeo               | Alfa Romeo 156  | 30  | Fabrizio Giovanardi      | 4              |

## Rennkalender
| Datum         | Nr. | Rennen                           | Strecke           | Distanz                                              | Sieger                        | Wagen                    |
| ------------- | --- | -------------------------------- | ----------------- | ---------------------------------------------------- | ----------------------------- | ------------------------ |
| 19. April     | 1   | ADAC-Preis Hockenheim            | Hockenheimring    | 19 × 2,638 km = 50,122 km 38 × 2,638 km = 100,244 km | Uwe Alzen Manuel Reuter       | Opel Vectra              |
| 10. Mai       | 2   | Eifelrennen                      | Nürburgring       | 11 × 4,550 km = 50,050 km 22 × 4,550 km = 100,100 km | Roland Asch Johnny Cecotto    | Nissan Primera BMW 320i  |
| 24. Mai       | 3   | ADAC-Preis Sachsenring           | Sachsenring       | 15 × 3,442 km = 51,630 km 30 × 3,442 km = 103,260 km | Johnny Cecotto                | BMW 320i                 |
| 5. Juli       | 4   | Norisring-Rennen                 | Norisring         | 22 × 2,300 km = 50,600 km 44 × 2,300 km = 101,200 km | Jörg van Ommen Laurent Aïello | Peugeot 406              |
| 19. Juli      | 5   | Regio-Preis Lahr                 | Lahr (Regio-Ring) | 16 × 3,240 km = 51,840 km 31 × 3,240 km = 100,440 km | Uwe Alzen Gabriele Tarquini   | Opel Vectra Honda Accord |
| 2. August     | 6   | Flugplatzrennen Wunstorf         | Wunstorf          | 10 × 5,050 km = 50,500 km 20 × 5,050 km = 101,000 km | Laurent Aïello Manuel Reuter  | Peugeot 406 Opel Vectra  |
| 16. August    | 7   | ADAC-Preis Flugplatz Zweibrücken | Zweibrücken       | 18 × 2,790 km = 50,220 km 36 × 2,790 km = 100,440 km | Johnny Cecotto                | BMW 320i                 |
| 30. August    | 8   | Alpentrophäe Salzburgring        | Salzburgring      | 12 × 4,255 km = 51,060 km 24 × 4,255 km = 102,120 km | Laurent Aïello                | Peugeot 406              |
| 12. September | 9   | ADAC-Preis von Sachsen-Anhalt    | Oschersleben      | 14 × 3,667 km = 51,338 km 28 × 3,667 km = 102,676 km | Laurent Aïello                | Peugeot 406              |
| 4. Oktober    | 10  | Bilstein-Super-Sprint            | Nürburgring       | 17 × 3,038 km = 51,646 km 33 × 3,038 km = 100,254 km | Manuel Reuter Eric Hélary     | Opel Vectra              |

## Fahrerwertung
| Platz | Fahrer                | Fahrzeug                   | Team       | Punkte |
| 1     | Johnny Cecotto        | BMW 320i                   | Schnitzer  | 595    |
| 2     | Laurent Aiello        | Peugeot 406                | Peugeot    | 592    |
| 3     | Uwe Alzen             | Opel Vectra                | Holzer     | 482    |
| 4     | Eric Hélary           | Opel Vectra                | SMS        | 473    |
| 5     | Manuel Reuter         | Opel Vectra                | SMS        | 423    |
| 6     | Joachim Winkelhock    | BMW 320i                   | Schnitzer  | 405    |
| 7     | Gabriele Tarquini     | Honda Accord               | JAS        | 335    |
| 8     | Roland Asch           | Nissan Primera             | Rosberg    | 327    |
| 9     | Michael Krumm         | Nissan Primera             | Rosberg    | 312    |
| 10    | Jörg van Ommen        | Peugeot 406                | Peugeot    | 311    |
| 11    | Tom Kristensen        | Honda Accord               | JAS        | 293    |
| 12    | Christian Abt         | Audi A4                    | Abt        | 267    |
| 13    | Christian Menzel      | BMW 320i                   | Isert      | 254    |
| 14    | Frank Biela           | Audi A4                    | Abt        | 242    |
| 15    | Alexander Burgstaller | Opel Vectra                | Holzer     | 227    |
| 16    | Emanuele Pirro        | Audi A4                    | Abt        | 205    |
| 17    | Klaus Niedzwiedz      | Opel Vectra                | Bemani     | 156    |
| 18    | Stefano Modena        | Alfa Romeo 156             | Euroteam   | 146    |
| 19    | Michael Bartels       | Peugeot 406                | Peugeot    | 143    |
| 20    | Peter Mamerow         | Audi A4 quattro / BMW 320i | Mamerow    | 130    |
| 21    | Franz Engstler        | Opel Vectra                | Irmscher   | 119    |
| 22    | Marco Bromberger      | Opel Vectra                | Bemani     | 98     |
| 23    | Leopold von Bayern    | BMW 320i                   | Isert      | 88     |
| 24    | Oliver Mayer          | Audi A4 quattro            | Mayer      | 78     |
| 25    | Fabrizio Giovanardi   | Alfa Romeo 156             | Alfa Romeo | 28     |
| 26    | Nicola Larini         | Alfa Romeo 156             | Alfa Romeo | 23     |